# Opération Galgo
L'opération Galgo est une opération antidopage espagnole qui a touché le monde de l'athlétisme en décembre 2010. Marta Dominguez, championne du monde de 3 000m steeple et vice-présidente de la fédération espagnole d'athlétisme, et les entraineurs Cesar Perez et Manual Pascua Piqueras sont suspendus de leurs fonctions. Cette affaire concerne également le docteur Eufemiano Fuentes impliqué dans l'affaire Puerto.